# 2080-ті
2080-ті роки — IX десятиліття XXI століття нашої ери, включає роки з 2080 по 2089.

## Очікувані події
- Прогнозується, що людина з середнім достатком зможе жити на Місяці.[1]